# Chris Collins (chanteur, 1996)
Pour les articles homonymes, voir Chris Collins et Collins.
 (juillet 2017).
Si vous disposez d'ouvrages ou d'articles de référence ou si vous connaissez des sites web de qualité traitant du thème abordé ici, merci de compléter l'article en donnant les références utiles à sa vérifiabilité et en les liant à la section « Notes et références ».
Chris Collins, né le 18 avril 1996 au Canada, est un chanteur canadien.
Passionné de chant et de batterie, il expose beaucoup ses démonstrations de chant, en reprenant des morceaux connus tels que Issues de Julia Michaels ou Closer des Chainsmokers. Il a créé son premier titre officiel en 2012, avec Don't Let Go, puis enchaine en 2015 avec You Don't Have to Go et Sweet Divine, suivis de Ain't Ready et Amazin’ en 2016, puis Breakup Makeup en 2017.
Christian Collins s'est d'abord fait connaitre par l'application Vine, en obtenant plus d'un million de followers en moins de 2 mois. Il a ensuite créé une chaine YouTube, et un compte Musical.ly très fréquenté par ses fans.